# Schickedanz Open 1995
Lo Schickedanz Open 1995 è stato un torneo di tennis facente parte della categoria ATP Challenger Series nell'ambito dell'ATP Challenger Series 1995. Il torneo si è giocato a Fürth in Germania dal 5 all'11 giugno 1995 su campi in terra rossa.

## Vincitori

### Singolare
Christian Ruud ha battuto in finale  Magnus Gustafsson con il punteggio di 7–6, 6–4

### Doppio
Andrew Kratzmann /  Brent Larkham hanno battuto in finale  Ken Flach /  Kent Kinnear con il punteggio di 6–4, 6–7, 7–6